# Mohammed asch-Schaar
Mohammed Ibrahim asch-Schaar (arabisch محمد الشعار, DMG Muḥammad Ibraim aš-Šaʿār; auch al-Schaar; * 1950 in Latakia) ist ein syrischer Politiker und Militär im Range eines Generalmajors.
Er war Major und im Führungszirkel der syrischen Armee sowie Innenminister des Landes von April 2011 bis November 2018. Im Jahre 1971 war er in die Armee eingetreten. Er war Chef der Militärpolizei in Aleppo und Direktor des Gefängnisses in Saidnaya. Bevor er Innenminister wurde, war er Kommandeur der Militärpolizei.
Am 9. Mai 2011 verhängte die Europäische Union (EU) Sanktionen gegen Shaar und 12 weitere Personen. Im Amtsblatt der Europäischen Union wird als Grund für die Sanktionen gegen ihn die „Beteiligung am gewaltsamen Vorgehen gegen die Demonstranten“ angegeben. Auch die Schweizer Regierung setzte ihn im September 2011 auf die Sanktionsliste, wobei sie denselben Grund wie die EU anführte.
Am 18. Juli 2012 wurde er bei einem Attentat verwundet.
Anfang Februar 2025, zwei Monate nach dem Sturz des Assad-Regimes, hat sich Mohammed asch-Schaar den neuen Justizbehörden des Landes gestellt.